# George Kenneth Mallory
George Kenneth Mallory (1900–1986) – amerykański anatomopatolog, współtwórca opisu podłużnego pęknięcia błony śluzowej przełyku związanego z wymiotami – zwanego Zespołem Mallory’ego-Weissa.
George K. Mallory, urodził się w Bostonie (stan Massachusetts) 14 lutego 1900 roku. Był synem Franka B. Mallory’ego – profesora patologii na Harvard Medical School. W 1926 roku ukończył studia medyczne na Harvardzie. Następnie podjął pracę w instytucie patologii założonym przez swego ojca w Boston City Hospital, którego dyrektorem został w 1951. Wykładał zarówno na Harvard Medical School, jak i na Boston Medical School. Został mianowany profesorem 1948 roku. W 1966 odszedł na emeryturę.
Początkowo interesował się chorobami nerek i wątroby. W 1929 wraz z Somą Weissem, lekarzem z Harvardu, opisał 15 przypadków ciężkich, bolesnych krwotoków wywołanych przez rozerwanie błony śluzowej przełyku lub okolicy wpustu spowodowanych wymiotami mającymi związek nadużywaniem alkoholu. 6 kolejnych przypadków Mallory i Weiss opisali w 1932 roku.